# بوب جونهيلس
بوب جونهيلس (بالفرنسية: Bob Jungels)‏ (و. 1992  م) هو راكب دراجة هوائية، من لوكسمبورغ، ولد في مدينة لوكسمبورغ، شارك في طواف إسبانيا، وطواف إسبانيا 2014، وطواف إيطاليا 2017.

## سباقات أو مراحل فاز بها
| التاريخ        | السباق                                                        | المركز                                           |
| -------------- | ------------------------------------------------------------- | ------------------------------------------------ |
| 01 يوليو 2009  | 2009 European Road Cycling Championships Men U19 ITT          |                                                  |
| 01 يناير 2010  | 2010 UCI Road World Championships – Junior men's time trial   | الفائز في التصنيف العام                          |
| 15 يوليو 2011  | 2011 European Road Cycling Championships Men U23 ITT          |                                                  |
| 02 أبريل 2012  | تريبتيك ديس مونتس إت شاتيوكس 2012                             | الفائز في التصنيف العام                          |
| 11 أبريل 2012  | Côte picarde 2012                                             |                                                  |
| 27 مايو 2012   | Paris–Roubaix Espoirs 2012                                    | الفائز في التصنيف العام                          |
| 10 أغسطس 2012  | 2012 European Road Cycling Championships Men U23 ITT          |                                                  |
| 14 مارس 2013   | Grand Prix Nobili Rubinetterie 2013                           |                                                  |
| 20 يونيو 2013  | 2013 Luxembourg National Road Cycling Championships - Men ITT |                                                  |
| 23 يونيو 2013  | 2013 Luxembourg National Road Cycling Championships - Men RR  |                                                  |
| 15 أكتوبر 2013 | طواف بكين 2013                                                | التاسع في تصنيف أفضل شاب                         |
| 08 فبراير 2015 | نجم بسجس 2015                                                 | الفائز في التصنيف العام                          |
| 15 مارس 2016   | تيرينو ادرياتيكو 2016                                         | الأول في تصنيف أفضل شاب، الثالث في التصنيف العام |
| 29 مايو 2016   | طواف إيطاليا 2016                                             | الأول في تصنيف أفضل شاب، السادس في التصنيف العام |
| 24 يونيو 2016  | بطولة لوكسمبورغ لسباق الدراجات ضد الزمن 2016                  | الفائز في التصنيف العام                          |
| 26 يونيو 2016  | بطولة لوكسمبورغ لسباق الدراجات على الطريق 2016                | الفائز في التصنيف العام                          |
| 14 مارس 2017   | تيرينو ادرياتيكو 2017                                         | الأول في تصنيف أفضل شاب                          |
| 28 مايو 2017   | طواف إيطاليا 2017                                             | الأول في تصنيف أفضل شاب، الثامن في التصنيف العام |
| 25 يونيو 2017  | سباق الطريق للرجال في بطولة لوكسمبورغ لسباق الدراجات 2017     | الفائز في التصنيف العام                          |
| 22 أبريل 2018  | لييج-باستون-لييج 2018                                         | الفائز في التصنيف العام                          |
| 03 مارس 2019   | كرونا بروكسل 2019                                             | الفائز في التصنيف العام                          |
| 24 يونيو 2022  | سباق الزمن على الطريق للرجال في بطولة لوكسمبورغ 2022          | الفائز في التصنيف العام                          |

## روابط خارجية
- بوب جونهيلس على موقع الاتحاد الدولي للدراجات (الإنجليزية)
- بوب جونهيلس على موقع أرشيف الدراجات (الإنجليزية)
- بوب جونهيلس على موقع إحصائيات الدراجات الإحترافية (الإنجليزية)
- بوب جونهيلس على موقع نسبة الدراجات (الإنجليزية)
- بوب جونهيلس على موقع CycleBase (الإنجليزية)